# Diphucephala childrenii
Diphucephala childrenii är en skalbaggsart som beskrevs av Waterhouse 1837. Diphucephala childrenii ingår i släktet Diphucephala och familjen Melolonthidae. Inga underarter finns listade i Catalogue of Life.